# Podofillotoxin
A podofillotoxin egy  lignán, amelyet a Podophyllum fajok gyökereiből és rizómáiból vonnak ki. A vegyületet először 1880-ban izolálták. A kevésbé finomított formája podofillumgyanta néven ismert, de mivel súlyos mellékhatásokat okozhat, ma már nem alkalmazzák a gyógyászatban.

## Orvosi felhasználás
A podofillotoxint széles körben alkalmazták az orvoslásban, mivel mind a sejtes, mind a virális DNS-replikációt gátolja az ehhez szükséges enzimekhez való kötődésével, továbbá destabilizálja a mikrotubulusokat és gátolja a sejtosztódást, ezért antimitotikus hatóanyagnak tekintik. A podofillotoxint és származékait székletlazító, purgatív, vírusellenes szerként, hólyaghúzó, antihelmintikus és daganatellenes szerként alkalmazták, de hatásosak lehetnek plakkos psoriasis esetén is.  A podofillotoxin alkalmazása mára visszaszorult, elsősorban külsőleges felhasználása jelélemző. Származékai, az etopozid, etopofosz és a tenipozid a daganatellenes szerek közé tartoznak, amelyeket sikeresen alkalmaznak számos rákos megbetegedésben, ideértve a here-, emlő-, hasnyálmirigy-, tüdő-, gyomor- és petefészekrákot, illetve bizonyos limfómákat.

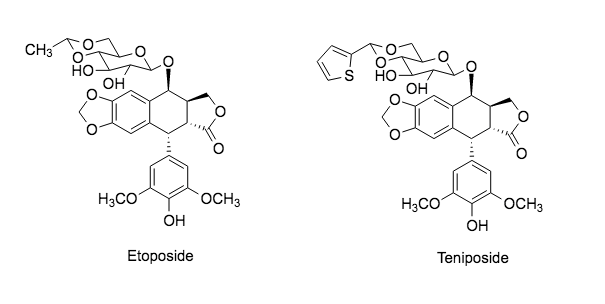
A podofillotoxin származékai, amelyeket daganatos betegségek ellen fejlesztettek ki.

A podofillotoxin tartalmú krémet általában erős helyi vírusellenes hatása miatt rendelik. Külső szemölcsökkel járó HPV-fertőzések, valamint molluscum contagiosum (uszodaszemölcs) fertőzések kezelésére használják.

## Mellékhatások
A podofillotoxint szisztémásan magas toxicitása és súlyos mellékhatásai miatt nem, csak topikálisan alkalmazzák. Leggyakoribb mellékhatásaként általában az alkalmazás helyét körülvevő szövet irritációja, pl. égő érzés, bőrpír, fájdalom, viszketés, duzzanat jelentkezik. Később kisméretű sebek és hámlás jelentkezhet, ezért célszerű úgy alkalmazni a készítményt, hogy a környező, nem fertőzött szövetekkel ne érintkezzen. Helyileg biztonságosan alkalmazható, azonban lenyelés esetén központi idegrendszeri depressziót, valamint enteritist okozhat. A podofillumgyanta szintén ilyen hatásokat fejt ki.
A  podofillotoxin mind egerek, mind patkányok esetén embriotoxikusnak bizonyult, ezért sem a podofillumgyantát, sem a podofillotoxin tartalmú készítményeket nem használják terhesség alatt.  Mivel nincsen arról információ, hogy helyileg alkalmazva a készítményeket, kiválasztódik-e a podofillotoxin az anyatejbe, szoptató nők számára sem ajánlottak.

## Hatásmechanizmus
Míg a podofillotoxin destabilizálja a mikrotubulusokat a tubulinhoz kötődve, így akadályozza a sejtosztódást, addig egyes származékai a  topoizomeráz II enzimhez (Topo II) mutatnak affinitást a sejtosztódás késői S és korai G2 szakaszában. Az etopozid stabilizálja a topoizomeráz II enzim által okozott ideiglenes DNS-törést, megzavarja annak javítását, ennek következtében gátolja a DNS letekerését és replikációját.

## Kémiai tulajdonságai

### Szerkezeti jellemzők
A podofillotoxin szerkezetét az 1930-as években derítették fel. A vegyület négy királis centrumot tartalmaz.
A különböző podofillotoxinszármazékok hatása eltérő lehet. Az A gyűrű nem szükséges az antimitotikus hatáshoz, viszont a C gyűrű aromatizálása hatásvesztéshez vezet, valószínűleg attól, hogy az E gyűrű így nem axiális helyzetben áll. Ezenkívül a C-2 és C-3 sztereokémiája konfigurál egy transz-laktont, amelynek nagyobb aktivitása van, mint a cisz megfelelőjének. A kiralitás a C-1-nél pedig szintén fontos, mivel az E gyűrű axiális állását vonja maga után.

### Bioszintézis
A podofillotoxin bioszintézisét sok éven keresztül nem sikerült teljesen tisztázni; 2015 szeptemberében azonban sikerült a bioszintézisben szerepet játszó hat, addig hiányzó enzimet azonosítani. Számos korábbi tanulmány szerint a koniferil-alkohol egy elektron-oxidáns jelenlétében sztereospecifikus gyökös köztitermék dimerizálásával (+) – pinorezinollá alakul. Ezt követően a pinorezinol a ko-faktor NADPH jelenlétében redukálódik először laricirezinollá, majd szekoizolaricirezinollá. A szekoizolariziresinol laktonizálása matairezinolt eredményez. A szekoizolaricirezinol feltételezhetően átalakítható yateinné megfelelő quinometán intermedierek révén, mely végül podofillotoxint fog eredményezni.

### Kémiai szintézis
A podofillotoxint laboratóriumi körülmények között is sikeresen előállították; a szintézis azonban sok lépésből áll, ami alacsony összhozamot eredményez. Ezért továbbra is hatékonyabb a podofillotoxin természetes forrásból történő kinyerése.
Négy szintézis útvonalat alkalmaztak a podofillotoxin előállítására változó sikerrel: oxo- észter útvonalat, egy dihidroxi-sav laktonizációját, konjugált addíciós termék ciklizációját, és a Diels-Alder reakciót.

## Természetes előfordulás
A podofillotoxin 0,3- 1,0 m/m%-ban van jelen a Podophyllum peltatum rizómájában.  Egy másik gyakori forrása a Sinopodophyllum hexandrum Royle ( Berberidaceae ) rizómája.